# Donkey
Donkey is een fictieve pratende ezel uit de Shrek-filmreeks. Hij speelt in alle vier de films mee. Zijn stem wordt in de originele Engelstalige versie gedaan door Eddie Murphy.

## Persoonlijkheid
Donkeys persoonlijkheid is een mix van hyperactief en onbedoeld irritant en onwetend. Hij praat het liefst aan een stuk door, houdt van zingen en heeft een voorkeur voor zoet voedsel zoals wafels. Donkey is bijna altijd opgewekt en ziet overal het goede in, maar hij houdt niet van gevaar.

## Rol in de films
Er is niet veel bekend over Donkey's leven van voor de eerste film, hoewel hij in de tweede film wel enkele details over zijn jongere jaren vrijgeeft. Hij was blijkbaar de ezel die door Jaap werd verkocht in ruil voor een magische boon.

### Shrek
In de eerste film wordt Donkey door zijn eigenaar, een oude dame, verkocht aan de wachters van Lord Farquaad omdat hij één van de sprookjesfiguren is die door Lord Farquaad uit zijn land verbannen zullen worden. Hij kan ontsnappen en loopt Shrek tegen het lijf. Omdat Shrek de wachters die hem willen opsluiten wegjaagt, sluit hij zich maar bij Shrek aan.
Wanneer Shrek verhaal gaat halen bij Lord Farquaad en later voor hem op zoek moet naar prinses Fiona, is Donkey de enige die hem vergezelt. In de toren waar Fiona opgesloten is maakt Donkey kennis met de draak die haar bewaakt. De draak blijkt een vrouwtjesdraak te zijn, die erg van Donkey gecharmeerd is. Donkey speelt hierop in door haar het hof te maken, waardoor Shrek ongestoord Fiona kan bevrijden.
De rest van de film begint Shrek Donkey langzaam te accepteren als vriend. In de climax van de film zet Donkey de draak ertoe aan om Lord Farquaad te verslinden, zodat Shrek en Fiona kunnen trouwen en een gelukkig leven kunnen leiden.

### Shrek 2
In de tweede film reist Donkey met Shrek en Fiona mee naar Far Far Away om Fiona’s ouders te ontmoeten. Draak wordt niet gezien omdat ze volgens Donkey kuren vertoont.
In de film drinkt Donkey net als Shrek van een toverdrank van de Fairy Godmother en verandert daardoor in een knappe witte hengst. In deze gedaante helpt hij in de climax van de film Shrek het kasteel van Far Far Away binnen te dringen om de Fairy Godmother ervan te weerhouden Fiona te laten trouwen met haar zoon, Prince Charming. Naderhand raakt het drankje uitgewerkt en verandert Donkey weer in zijn originele gedaante.
In een bonusscène na de aftiteling zoekt de draak Donkey weer op, en blijken de twee inmiddels vijf kinderen te hebben. Deze kinderen zijn allemaal draak-ezel-hybriden, Dronkeys genaamd.

### Shrek the Third
In de derde film probeert Donkey zijn rol als vader zo goed mogelijk te vervullen, maar hij is wel de eerste die zich aanbiedt wanneer Shrek te kennen geeft op zoek te gaan naar een geschikte opvolger voor de troon van Far Far Away. Door een magisch ongeluk verwisselen Donkey en de Gelaarsde Kat van lichaam. De rest van de film zit Donkey daarom in het lichaam van de kat, tot een tovenaar Merlijn de betovering ongedaan maakt, maar de staarten dan verwisseld.

### Shrek Forever After
In de vierde film draagt Donkey onbedoeld bij aan het verstoren van het verjaardagsfeest van Shreks kinderen.
Nadat Shrek door een deal met Repelsteeltje per ongeluk het verleden laat veranderen, ontstaat een tijdlijn waarin Donkey en Shrek elkaar nooit hebben ontmoet. Donkey is in deze tijdlijn een dienaar van Repelsteeltje. Hij moet de wagens waarin gevangen ogers worden vervoerd trekken. Net als alle anderen is hij doodsbang voor Shrek, maar Shrek kan hem overtuigen dat ze ooit vrienden waren. Hierna helpt Donkey Shrek om Repelsteeltje te verslaan en alles weer te laten worden zoals het hoort te zijn.

## Trivia
- Steven Spielberg wilde eigenlijk zijn vriend Steve Martin de stem van Donkey laten inspreken.
- Donkey heeft een gastrol in een aflevering van de serie Father of the Pride.
- Donkeys rol in de films is veel groter dan in het originele boek waar de eerste film op is gebaseerd. In het boek is hij een gewone ezel waar Shrek tijdelijk op rijdt tijdens zijn reis.
- In Shrek the Musical wordt Donkey gespeeld door Daniel Breaker.